# Гутьеррес, Паскуаль
Паскуаль Гутьеррес Маса (исп. Pascual Gutiérrez Maza; 29 ноября 1914, Тампико, Тамаулипас — 26 марта 1987, Мехико) — мексиканский легкоатлет, выступавший в беге на короткие дистанции и прыжках в длину. Участник летних Олимпийских игр 1936 года, серебряный призёр Игр Центральной Америки и Карибского бассейна 1935 года.

## Биография
Паскуаль Гутьеррес родился 29 ноября 1914 года в мексиканском городе Тампико.
В 1935 году стал серебряным призёром Игр Центральной Америки и Карибского бассейна в Сан-Сальвадоре в прыжках в длину, показав результат 6,57 метра и уступив 11 сантиметров завоевавшему золото Норберто Веррьеру с Кубы.
В 1936 году вошёл в состав сборной Мексики на летних Олимпийских играх в Берлине. В прыжках в длину не попал в финал, не сумев выполнить норматив 7,15 метра. Также был заявлен в беге на 100 метров, но не вышел на старт.
Умер 26 марта 1987 года в Мехико.

## Личный рекорд
- Прыжки в длину — 7,19 (1936)[1]